# Močvirje Lubigi
Lubigi je mokrišče na severnem in zahodnem obrobju Kampale, glavnega in največjega mesta Ugande.

## Lokacija
Lubigi tvori nepravilen polkrog okoli mesta Kampala, ki se začne okoli Kisaasija na severu, se razteza proti zahodu, poteka skozi Bwaise in Kawaala, nato pa se razteza proti jugu skozi Busego. Močvirje ima napajalne rokave, ki se raztezajo vzdolž ceste Kampala–Mityana proti Bulobi, vzdolž ceste Kampala–Masaka proti Kyengeri, vzdolž ceste Kampala–Hoima proti Nansani in vzdolž ceste Sentema, ki se razteza od Menga do Senteme. Severna obvozna cesta Kampale je več kot polovico svoje dolžine zgrajena v mokrišču. Slum Bwaise je v celoti zgrajen znotraj mokrišča Lubigi. Geografske koordinate mokrišča Lubigi so: 0°19'12.0"N, 32°31'12.0"E.

## Pregled
Mokrišče Lubigi je zelo pomembno vodno porečje, ki oskrbuje mesto Kampala in okoliška območja okrožja Wakiso. Deževnica iz severnega in zahodnega predmestja mesta odteka prek podzemnih vodonosnikov in površinskega odtoka v močvirje, kjer podpira edinstveno živalstvo, vključno z več kot 200 vrstami ptic, med katerimi je sivi pavji žerjav, nacionalna ptica. Prevladujoča flora je papirjevec (Cyperus papyrus.)
Na severu, okoli Kisaasija in Ntinde, se mokrišče povezuje s pritoki kanala Nakivubo, drugega mokrišča, ki se izliva v Viktorijino jezero, jugozahodno od Port Bella. Na jugu, okoli mesta Busega, nekaj vode iz mokrišču odteka jugovzhodno v Viktorijino jezero, medtem ko preostanek teče proti severozahodu, vzdolž ceste Kampala–Mityana proti Bulobi. Zahodno od Bulobe se tok obrne proti severu kot pritok reke Mayanja, ki tvori del povodja jezera Kyoga.

## Najnovejši dogodki
V zadnjih letih je mokrišče močno obremenjeno zaradi človekovih posegov. Vlada Ugande je v mokrišču zgradila tri velike projekte, ki so prispevali k njegovi degradaciji:
- Severna obvoznica Kampale, odprta leta 2009, je bila zgrajena skozi mokrišče.
- Visokonapetostni električni kabli, ki prenašajo moč od transformatorske postaje Kawanda do transformatorske postaje Mutundwe, potekajo skozi Lubigi. Ta 132 kilovoltni daljnovod je bil predan leta 2012.[6]
- Nacionalna korporacija za vodo in kanalizacijo je zgradila čistilno napravo sredi mokrišča.[7][8]

## Obnova
Marca 2016 je osebje ugandskega nacionalnega organa za upravljanje okolja začelo nasilno odstranjevati vrtove, ki so jih zasadili vsiljivci s koruzo, kasavo, jamom, bananami in sladkornim trsom.
V mesecu juniju 2024 je veliko ljudi ostalo brez strehe nad glavo in službo zaradi rušenja domov in trgovin s strani Ugandskega nacionalnega organa za upravljanje okolja (NEMA) v mokriščih Lubigi. Prizadetim prebivalcem je torej kršena pravica do preživetja in zavetja. Zaradi teh prisilnih izselitev so nekateri zakonodajalci postavili vprašanje NEMA o tovrstnem dejanju.

### Biotska raznovrstnost
Mokrišče Lubigi služi kot ključni blažilnik za območja Kampala in Wakiso, saj absorbira poplavno vodo iz sosednjih drenažnih sistemov. Vendar pa je zaradi bližine mestnih območij dovzeten za degradacijo in izgubo biotske raznovrstnosti, ki jo spodbujajo dejavnosti, kot so poselitev, kmetovanje in razvoj infrastrukture. NatureUganda, ki jo podpira Francoska razvojna agencija prek projekta SURE-WET, je od 3. do 13. aprila 2024 izvedla obsežno osnovno oceno biotske raznovrstnosti. Ta ocena, ki so jo omogočile strokovne delovne skupine NatureUganda, se je osredotočila na vrednotenje petih ključnih komponent biotske raznovrstnosti: ptic, rastlin, žuželke, rastline in sesalci, glede na njihovo bogastvo, številčnost in razširjenost znotraj mokrišče.
Začetne ugotovitve delovne skupine BirdLife kažejo, da je v mokrišču še vedno velika raznolikost vrst ptic, vključno s številnimi ogroženimi. Predvsem služi kot ključno prehranjevalno območje za sive pavje žerjave v Kampali. Je eden redkih habitatov, kjer je mogoče opaziti Laniarius mufumbiri v osrednji regiji. Je zatočišče za modroglavega kukala (Centropus monachus), Carruthers Cisticola in penico Acrocephalus rufescens.